# Vincent Salas
Vincent Armando Salas Reyes (n. Santiago, Chile, 2 de abril de 1989) es un futbolista chileno que juega como defensa central y actualmente esta sin club tras su paso por Arturo Fernández Vial.

## Trayectoria
Vincent Salas debutó profesionalmente en 2012, jugando para Deportes Rengo. En el año 2013, el defensa llega a Arturo Fernández Vial , donde jugó solamente 1 año. En agosto del 2014 se integra a Deportes Concepción, donde estuvo solo 1 semestre. En enero de 2015, emigró a Deportes Puerto Montt, club con el cual fue campeón de la Segunda División Profesional 2014-2015. Luego, tuvo su primera experiencia en el extranjero, jugando para el DPMM FC de Brunéi. En 2018 Salas regresó a Chile, para firmar por el Deportes Copiapó. Un año después y luego de jugar un año en el equipo copiapino, Salas regresó a Arturo Fernández Vial, para disputar el actual torneo de la Segunda División Profesional 2019. Actualmente esta sin club.

## Clubes
| Club                  | País   | Año       |
| --------------------- | ------ | --------- |
| Deportes Rengo        | Chile  | 2012      |
| Arturo Fernández Vial | Chile  | 2013-2014 |
| Deportes Concepción   | Chile  | 2014      |
| Deportes Puerto Montt | Chile  | 2015-2016 |
| Brunei DPMM FC        | Brunéi | 2016-2017 |
| Deportes Copiapó      | Chile  | 2018      |
| Arturo Fernández Vial | Chile  | 2019      |

## Palmarés

### Títulos nacionales
| Título                       | Club                  | País  | Año     |
| ---------------------------- | --------------------- | ----- | ------- |
| Segunda División Profesional | Deportes Puerto Montt | Chile | 2014-15 |